# Цоальї
Цоальї (італ. Zoagli, ліг. Zoaggi) — муніципалітет в Італії, у регіоні Лігурія,  метрополійне місто Генуя.
Цоальї розташоване на відстані близько 380 км на північний захід від Рима, 28 км на схід від Генуї.
Населення — 2491 особа (2014).

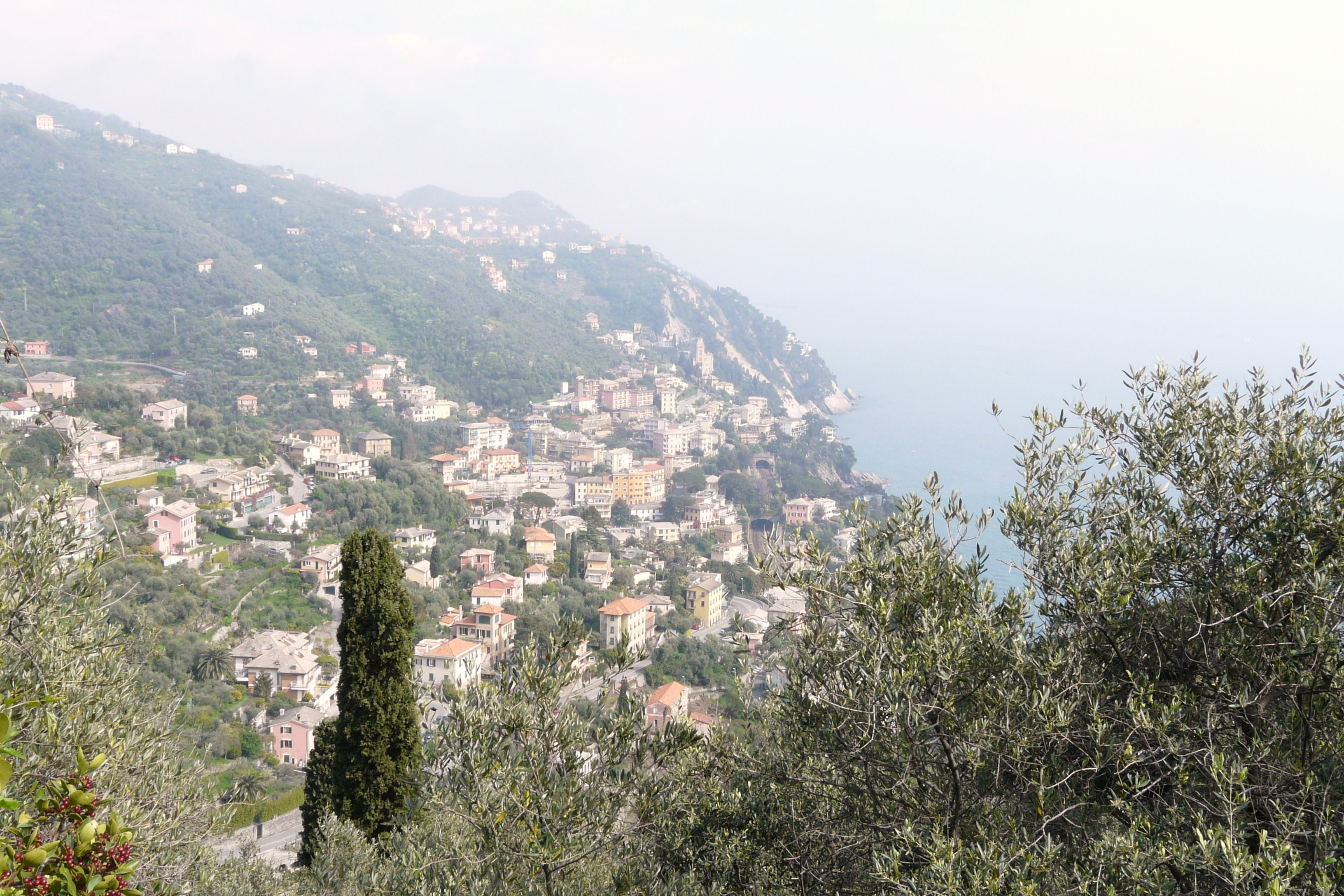

Щорічний фестиваль відбувається 11 листопада. Покровитель — святий Мартин Турський.

## Демографія
Населення за роками:

Станом на 1 січня 2023 року в муніципалітеті офіційно проживало 125 іноземців з 33 країн, серед них 35 громадян країн Євросоюзу та 4 громадяни України.

## Сусідні муніципалітети
- К'яварі
- Корелья-Лігуре
- Леїві
- Рапалло
- Сан-Коломбано-Чертенолі